# Ашаффенбург (княжество)
Княжество Ашаффенбург (нем. Fürstentum Aschaffenburg) — одно из суверенных территориальных княжеств Священной Римской империи и Рейнского союза, образованное в 1803 году в эпоху Наполеоновских войн, и просуществовавшее до 1810 года.
Княжество Ашаффенбург было образовано для бывшего архиепископа майнцского Карла Теодора Дальберга, владения которого были секуляризированы. В виде компенсации для него Наполеон создал княжество Регенсбург, княжество Ашаффенбург и графство Ветцлар. Помимо города Ашаффенбург, в состав княжества также входили Клингенберг-на-Майне, Лор-на-Майне, Вехтерсбах, Штадтпроцельтен, Бад-Орб и Аура-им-Зингрунд.
После роспуска Священной Римской империи в 1806 году княжество стало членом Рейнского союза в составе государства князя-примаса. В 1810 году Наполеон передал Дальберговское княжество Регенсбург Баварии, в качестве компенсации Дальберг получил Ханау и Фульду. Дальберг объединил остававшиеся у него территории Ашаффенбург, Франкфурт, Ветцлар, Ханау и Фульда в Великое герцогство Франкфурт; бывшее княжество Ашаффенбург стало районом нового великого герцогства. Резиденция Дальберга осталась в городе Ашаффенбург. В 1814 году регион был аннексирован Баварией.